# Citromverbéna
A Dél-Amerikából származó citromverbéna (Aloysia citrodora vagy Aloysia triphylla) az ajakosvirágúak közé tartozó lombhullató, évelő cserje. Lándzsa alakú, világoszöld levelei hármas (innen ered a tudományos név: triphylla), négyes örvöket alkotnak. Apró, ibolyakék vagy fehér virágai fürtökbe rendeződnek, augusztusban vagy szeptemberben virágoznak. Termése csonthéjas.
1-3 méter magasra megnő, erőteljes, citromra emlékeztető illatot áraszt. Kedveli a sok napsütést, a sok vizet, az agyagos talajt. Érzékeny a hidegre.

## Elterjedése
A 18. század-ban Dél-Amerikából Európába spanyol hódítók útján került. "Aloysia" botanikai nevét, a spanyol király akkori feleségének tiszteletére kapta, pármai Mária Lujza állítólag nagyon kedvelte az illatát. Spanyolországban a mai napig is "hierba luisa" (Lujza-növény) a neve.
Argentína, Paraguay, Brazília, Chile és Peru területén őshonos.

## Felhasználása
Kezdetben szappanok, parfümök és likőrök összetevőjeként használták. 
Gyógynövényként Franciaországban kezdték el használni, ahol szinte minden házi patikában megtalálható "Verveine" néven.
A citromverbéna-levelek a menta leveléhez és a hárs virágaihoz hasonlóan, szabadon megvásárolhatók, mind gyógyszertárakban, mind élelmiszerüzletekben.

### Gyógyhatása
A francia Maurice Mességué fitoterapeuta "a gyomor megbízható barátjaként" dicsérte. Főleg emésztési panaszok kezelésére javasolt, görcsoldó hatása miatt, de idegi problémák és alvászavar esetén is alkalmazzák.
A citromverbénának mindeddig nem ismert semmiféle mérgező, illetve kóros mellékhatása.